# Styloceras
Styloceras là một chi thực vật thuộc họ Buxaceae. Chi này có các loài sau (tuy nhiên danh sách này có thể chưa đủ):
- Styloceras kunthianum, Juss.